# Rotsroos
Rotsroos (Cistus creticus) is een plant uit de zonneroosjesfamilie (Cistaceae). In het centrale en oostelijke Middellandse Zeegebied groeit deze plant in gebieden met garrigue en maquis, op zowel kalk- als silicaatbodems. Het aantal chromosomen is 2n = 18.
Het is een dwergstruik die van 30 tot 100 cm hoog wordt. De bladeren zijn 15-25 mm lang en zijn kleverig en behaard. De bloemen zijn 4-6 cm breed. De bloemblaadjes zijn purperrood of donkerroze met een geel tot witkleurig hart. De plant bloeit van december tot juni.
De ronde vrucht is een vijfkleppige doosvrucht.

## Toepassing
Uit de hars van deze plant wordt labdanum gewonnen, een ingrediënt dat gebruikt wordt voor het produceren van parfums. In Griekenland en Centraal-Europa wordt de plant gedroogd om er thee van te trekken.
|  |  |